# Sisyrinchium convolutum
Sisyrinchium convolutum är en irisväxtart som beskrevs av Domenico Nocca. Sisyrinchium convolutum ingår i släktet gräsliljor, och familjen irisväxter. Inga underarter finns listade i Catalogue of Life.